# Nemo 33
Pour les articles homonymes, voir Nemo.

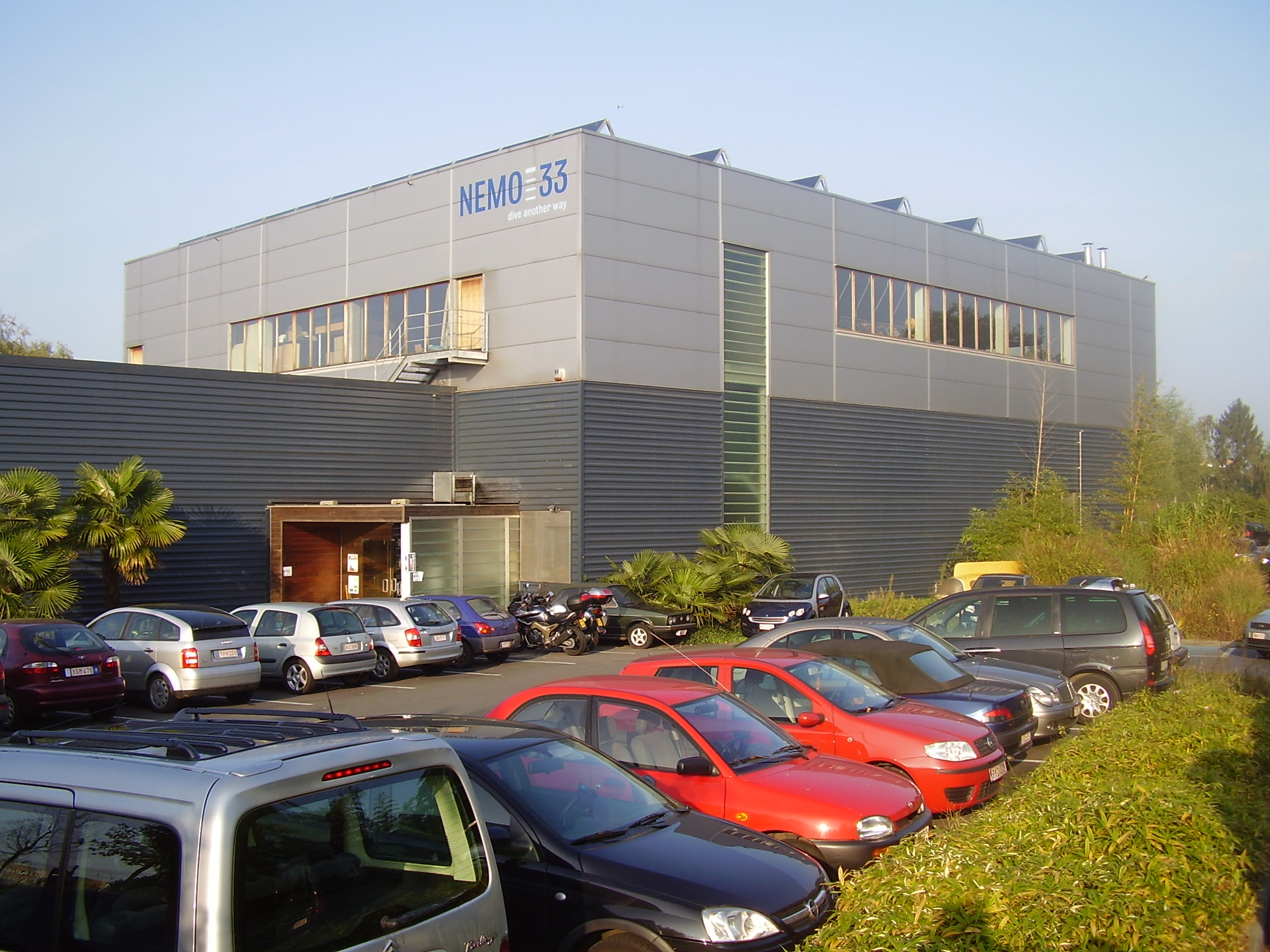
Vue sur le parking de Nemo 33

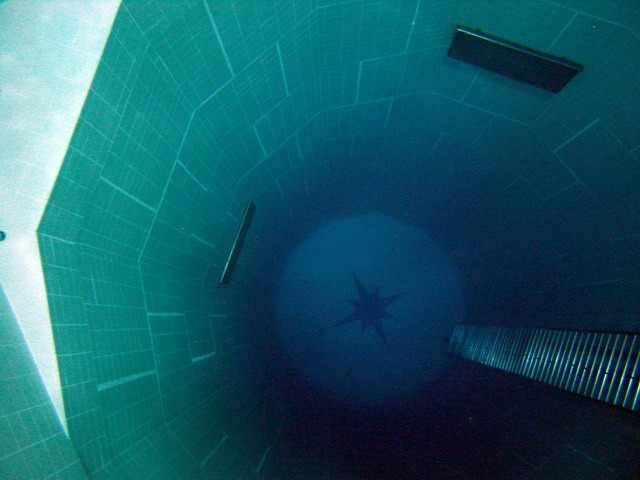
Une vue de la fosse de plongée de 33 mètres de profondeur

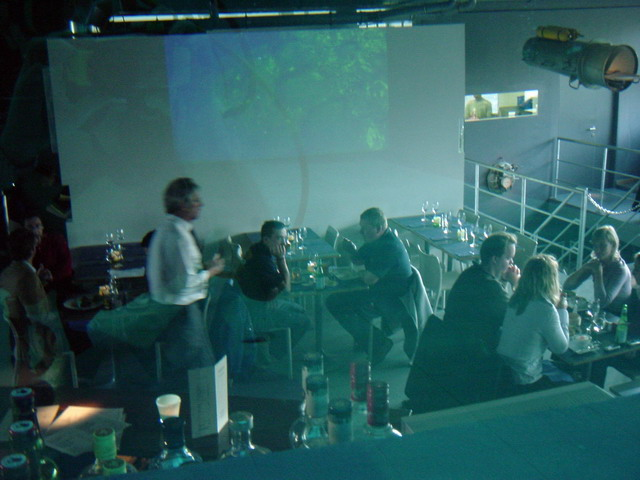
Une vue du restaurant depuis la piscine

Le Nemo 33 (typographié NEMO33) est un centre de plongée à Uccle, en région bruxelloise, en Belgique. Elle fut la piscine-fosse de plongée la plus profonde du monde pendant plus de 10 ans (Guinness World Records), jusqu'à l'ouverture le 5 juin 2014 de la piscine Deep-Joy Y-40 (42,15 mètres de profondeur), située à Montegrotto Terme en Italie. La fosse de plongée atteint une profondeur de près de 35,1 mètres. 

## Histoire
Le créateur du complexe est le polytechnicien et instructeur de plongée belge John Beernaerts.
Le centre a été inauguré le 1er mai 2004. Parmi les nouveautés de ce centre, figurent non seulement sa profondeur exceptionnelle, mais aussi la présence de grottes sous-marines et de cloches d'air sous pression. D'autre part, la fosse est équipée de plus de 100 points d'ancrage qui facilitent la conversion de la piscine en laboratoire ou en studio sous-marin. De nombreux tests et tournages y ont d'ailleurs été réalisés.

## Caractéristiques
La piscine elle-même est composée de deux plateformes, la première à 1,3 m et la seconde à 2,5 m de profondeur. Les trois fosses contiguës ont une profondeur de 5, 10 et 35,1 mètres, cette dernière se trouvant au fond d'un puits dodécagonal. Elle est remplie d'environ 2 500 mètres cubes d'eau de source faiblement chlorée maintenue à une température de 33 °C. Les deux cloches et grottes de plongée sont accessibles par le niveau de 10 mètres de profondeur.
Plusieurs fenêtres-hublots permettent une vision dans les deux sens vers le bar-restaurant et d'autres salles du centre.
Le centre est accessible aux plongeurs de tous niveaux et de toutes fédérations. 
Aux heures de bureau, il est réservé par divers professionnels pour notamment des entraînements de plongée, des tests de matériel et des activités ludiques et conviviales. Les diverses salles du centre peuvent également être réservées pour des événements professionnels ou privés. Des formations de plongée depuis le niveau débutant jusqu'au niveau professionnel y sont organisées grâce à l'école interne affiliée au système Scuba Schools International (SSI).
Depuis février 2017, le centre propose également un restaurant à 5 mètres sous l'eau dans une sphère de quatre mètres cubes fixée au fond d’un des bassins de plongée,. Les plats, placés dans une valise étanche, sont servis par des plongeurs. C'est le seul restaurant sous-marin au monde. On peut y déguster divers plats froids.
La piscine est classée par le média anglais Popular Mechanics parmi les 18 piscines les plus étranges au monde.
Le bâtiment comprend également un restaurant thaïlandais avec terrasse, un magasin d'articles de plongée dont une librairie et un magasin de maillots de bain.

## Fosse extérieure
Un projet de fosse extérieure semblable à une carrière  est en cours,.

## Note et référence
1. ↑  « Voici la piscine la plus profonde du monde », Gentside,‎ 23 août 2012 (lire en ligne, consulté le 26 décembre 2017)
2. ↑  « La piscine Nemo 33 perd son record de profondeur », lalibre,‎ 20 septembre 2014 (lire en ligne, consulté le 20 septembre 2018)
3. ↑  « John BEERNAERTS - PLONGÉE Bruxelles, RESTO thai, AQUABIKE, NEMO33 », sur www.nemo33.com (consulté le 26 décembre 2017)
4. ↑  « Nemo 33, la piscine la plus profonde du monde », La boite verte,‎ 18 juillet 2013 (lire en ligne, consulté le 26 décembre 2017)
5. ↑  « "The Pearl" : le nouveau restautant [sic] bruxellois à cinq mètres sous l'eau », Paris Match Belgique - Parismatch.be,‎ 1er février 2017 (lire en ligne, consulté le 26 décembre 2017)
6. ↑  « Un dîner sous l'eau et en maillot de bain, ça vous tente? Direction la piscine Nemo 33 », RTBF Info,‎ 1er février 2017 (lire en ligne, consulté le 26 décembre 2017)
7. ↑  « Visite du premier restaurant sous-marin au monde », RTBF Info,‎ 6 février 2017 (lire en ligne, consulté le 26 décembre 2017)
8. ↑  (en) « The World's 18 Strangest Pools », Popular Mechanics Magazine,‎ 19 juillet 2011 (lire en ligne)
9. ↑  DH.be, « Uccle : Le projet de fosse extérieure de Nemo 33 menacé », DH,‎ 8 juin 2017 (lire en ligne, consulté le 26 décembre 2017)
10. ↑  « Uccle: Nemo 33 plonge en extérieur », Le Soir Plus,‎ 2 novembre 2015 (lire en ligne, consulté le 26 décembre 2017)

- (en) Cet article est partiellement ou en totalité issu de l’article de Wikipédia en anglais intitulé « Nemo 33 » (voir la liste des auteurs).